# Sanni Franssi
Sanni Maija Franssi (nacida el 19 de marzo de 1995) es una futbolista profesional finlandesa que juega como delantera para la Real Sociedad y la selección femenina de Finlandia.

## Carrera
En 2016, Franssi fue nombrada Jugadora de la temporada de la Kansallinen Liiga después de alcanzar 20 goles en la liga para su club, PK-35.
Franssi pasó la temporada 2016–17 con el FC Zürich, anotando 18 goles y terminando como subcampeón para el FC Neunkirch en la Superliga Femenina de Suiza y Copa Femenina de Suiza. Regresó a PK-35 en julio de 2017, solo para firmar para la recién fundada Juventus de Turín de la Serie A en septiembre.
En diciembre de 2021, Franssi estaba jugando para la Real Sociedad de la Primera División Femenina de España, pero se informó que estaba atrayendo interés de transferencia de múltiples clubes en la Women's Super League de Inglaterra.
| Año       | Club              | Apariciones | Goles |
| --------- | ----------------- | ----------- | ----- |
| 2012–2017 | PK-35 Vantaa      | 87          | 50    |
| 2016–2017 | FC Zürich         | ?           | 18    |
| 2017      | PK-35 Vantaa      | 4           | 3     |
| 2017–2018 | Juventus de Turín | 21          | 10    |
| 2018–2020 | Fortuna Hjørring  | 41          | 19    |
| 2020–     | Real Sociedad     | 105         | 31    |

Apariciones y goles en la liga nacional del club, actualizados al 4 de febrero de 2024.

## Selección nacional
Franssi jugó su primer partido en la selección mayor de Finlandia en febrero de 2015 contra Suecia. Ella ya había representado a su país en la Copa Mundial Femenina de Fútbol Sub-20 de 2014.
Anotó su primer gol internacional en la selección mayor en una derrota de calificación de la Eurocopa Femenina 2017 de 3–2 ante Portugal el 16 de septiembre de 2016.
| Año   | Categoría | Apariciones | Goles |
| ----- | --------- | ----------- | ----- |
| 2015– | Absoluta  | 60          | 4     |

Partidos internacionales y goles de selecciones nacionales, actualizados al 16 de abril de 2023.